# Gerres subfasciatus
Gerres subfasciatus är en fiskart som beskrevs av Cuvier, 1830. Gerres subfasciatus ingår i släktet Gerres och familjen Gerreidae. Inga underarter finns listade i Catalogue of Life.